# Chittoor (huyện)
Huyện Chittoor là một huyện thuộc bang Andhra Pradesh, Ấn Độ. Thủ phủ huyện Chittoor đóng ở Chittoor. Huyện Chittoor có diện tích 15152 ki lô mét vuông. Đến thời điểm năm 2001, huyện Chittoor có dân số 3735202 người.